# Kvistbro distrikt
Kvistbro distrikt är från 2016 ett distrikt i Lekebergs kommun och Örebro län.
Distriktet ligger väster om Fjugesta.

## Tidigare administrativ tillhörighet
Distriktet inrättades 2016 och utgörs av socknen Kvistbro i Lekebergs kommun.
Området motsvarar den omfattning Kvistbro församling hade vid årsskiftet 1999/2000.